# Deuxième circonscription de la préfecture de Kyoto
La deuxième circonscription de la préfecture de Kyoto (京都府第2区, Kyōto-fu dai-ni-ku) est l'une des six circonscriptions législatives que compte la préfecture de Kyoto au Japon.

## Description géographique
La deuxième circonscription de la préfecture de Kyoto correspond aux arrondissements de Sakyō, Higashiyama et Yamashina de la ville de Kyoto,.

## Députés
| Législature | Début de mandat | Fin de mandat | Député élu       | Parti politique | Parti politique |
| ----------- | --------------- | ------------- | ---------------- | --------------- | --------------- |
| 41e         | 1996            | 2000          | Mikio Okuda (ja) |                 | PLD             |
| 42e         | 2000            | 2003          | Seiji Maehara    |                 | PDJ             |
| 43e         | 2003            | 2005          | Seiji Maehara    |                 | PDJ             |
| 44e         | 2005            | 2009          | Seiji Maehara    |                 | PDJ             |
| 45e         | 2009            | 2012          | Seiji Maehara    |                 | PDJ             |
| 46e         | 2012            | 2014          | Seiji Maehara    |                 | PDJ             |
| 47e         | 2014            | 2017          | Seiji Maehara    |                 | PDJ             |
| 48e         | 2017            | 2021          | Seiji Maehara    |                 | SE              |
| 49e         | 2021            | 2024          | Seiji Maehara    |                 | PDP             |
| 50e         | 2024            | -             | Seiji Maehara    |                 | Ishin           |